# Vol Philippine Airlines 143
Le vol Philippine Airlines 143 était un vol intérieur régulier reliant l'aéroport international Ninoy-Aquino, à Manille, à l'aéroport de Mandurriao (en), aux Philippines. 
Le 11 mai 1990, pendant la phase de repoussage depuis le terminal de l'aéroport, le Boeing 737-300 effectuant ce vol a été détruit par une explosion du réservoir central de carburant, tuant 8 des 120 personnes à bord.

## Accident
La température de l'air était élevée au moment de l'accident (environ 35°C), alors que le Boeing 737-300 était stationné à Manille. Les unités de climatisation, situées sous le réservoir central de carburant du 737, ont fonctionné pendant environ 30 à 45 minutes, avant le repoussage depuis le terminal. Le réservoir de carburant central de l'aile, qui n'avait pas été rempli depuis 2 mois, contenait probablement des vapeurs résiduelles de carburant. Peu de temps après avoir quitté la zone d'embarquement, une puissante explosion dans le réservoir de carburant central a violemment déformé le plancher de la cabine vers le haut. Les réservoirs de carburant dans les ailes se sont rompus à leur tour, provoquant la destruction de l'appareil.
La majorité des 112 survivants ont réussi à s'échapper via les toboggans d'évacuation d'urgence et les différentes issues de secours. Parmi eux, on compte 82 blessés, dont plusieurs grièvement. 

## Causes
Les enquêteurs ont conclu que les vapeurs se sont enflammées en raison d'un câblage électrique défectueux, car aucune trace d'une bombe ou d'un engin incendiaire n'a été trouvée dans les débris de l'appareil.
Le NTSB a recommandé à la FAA qu'une consigne de navigabilité soit émise, exigeant des inspections des pompes de suralimentation en carburant, ainsi que de l'interrupteur et des faisceaux de câbles reliait à cette pompe, car des signes de court-circuit ont été trouvés.